# Geirsstaðakirkja
Die Geirsstaðakirkja ist eine Nachbildung einer frühen Grassodenkirche im Osten von Island.
Im Gebiet Hróarstunga wurden im Sommer 1997 archäologische Grabungen gemacht.
Dabei fand man Ruinen eines großen Bauernhofes aus der Wikingerzeit. Dazu gehörte ein Langhaus, eine kleine Kirche und zwei kleinere Gebäude.
Einen Hof Geirsstaðir gibt es nicht mehr in diesem Gebiet.
Das Land gehört jetzt zum Hof Litla-Bakki.
Die Kapelle stammt aus der Zeit, in der der christliche Glaube im Jahr 1000 auf dem Althing angenommen wurde.
In den Jahren 1999 bis 2001 wurde östlich des Hroarstunguvegur  eine solche Torfkirche im Stil der Wikingerzeit aus Holz und Grassoden nachgebaut.
Sie liegt dort, wo der Húseyarvegur  weiter nach Norden führt.
Der tatsächliche Fundort liegt etwa 2 km nördlich, westlich der Straße 926.
Die Kapelle wurde nicht geweiht, aber im Sommer 2001 gesegnet.
Der Nachbau der Kapelle gehört zum Museum von Egilsstaðir.
Weitere Kirchen in der Nähe sind die Sleðbrjótskirkja, westlich der Jökulsá á Brú und die Kirkjubæjarkirkja in der Nähe vom Lagarfljót.
Vom Nationalmuseum wird der Torfhof Galtastaðir fremri betreut, der 7,5 km südöstlich liegt.